# Шамрай Агапій Пилипович
Агапій Пилипович Шамрай (3 жовтня 1896, Миропілля — 7 квітня 1952, Київ) — український літературознавець, історик літератури. Науковий співробітник Літературної секції Науково-дослідчої кафедри історії української культури в Харкові в 1925–1926 роки, співробітник ВУАН в Комісії новітнього письменства. Редактор збірника «Харківська школа романтиків». Жертва сталінського терору.

## Біографія
Народився у с. Миропілля Харківської губернії.
1921 року закінчив Харківський Університет і викладав українську літературу в Харківському інституті народної освіти, був співробітником Інституту літератури ім. Т. Шевченка, належав до видатніших представників нової школи в літературознавстві.
Зацікавився ще 1925 року працею О. Сакуліна «Социологический метод в литературоведении», почав застосовувати цей метод у своїх працях, виступаючи водночас з цим активно проти «формального» методу, досить поширеного в тогочасній українській науці. Критиці формального методу присвятив А. Шамрай свою статтю в «Червоному Шляху» (1926, Ч. 7-8).
На початку 1930-их йому загрожує арешт з боку НКВД. У розпал Голодомору тікає з Харкова до Удмуртської автономної республіки, де викладає у педінституті міста Іжевськ. Потім переміщується далі — в Узбекистан (Фергана), Перм.
Наприкінці Другої світової війни «реабілітований» і працював далі в Інституті літератури ім. Т. Шевченка. Після повернення з еміграції — в Київському університеті (з 1944 р.).
Посмертне видання — «Вибрані статті і дослідження» (1963).

## Творчий доробок
Праці з історії укр. літератури: «Українська література. Стислий огляд» (1927 і 1928), 3-томова збірка «Харківські поети 30-40-их pp. XIX ст.» (1930) з власними розвідками про український романтизм.
Крім того, праці з теорії й методології літератури, розвідки про творчість І.Котляревського, Г. Квітки-Основ'яненка, Т.Шевченка, О.Стороженка, М.Коцюбинського, С. Васильченка та ін.; із зах.-евр. літератур ст. про В.Шекспіра, В. Гюґо, Е.-Т.-А. Гофмана та ін.
Був автором праць і статей: «До тексту творів Гр. Квітки» (Наук. зб. Харківської наук. досл. кафедри іст. України, 1926, № 2-3), «Степан Васильчеко» (Ч. Ш.,1926, Ч. 4), «Українська література» (Х., 1927, 2-е вид. 1928) — підручник для курсів українізації та шкіл, «Дещо про поетику й методологію літератури в програмах факпрофосу ІНО» (записки Харк. ІНО, Кн. II, 1927), вступна стаття до вид.: О. Стороженко. Вибрані твори (К., 1927) і до: О. Стороженко. Твори, Т. ІІІ (Х.,1928), «Шляхи Квітчиної творчості» (вст. ст. у вид.: Г. Квітка-Основ'яненко. Вибрані твори, Х., 1928), «Творчість Коцюбинського в літературному оточенні» (Крит., 1929, кн. 4) та інших. Був співредактором Творів Шевченка (В-во «Рух» Х.,1930) й автором вст. статей до окр. видань Шевченкових творів.